# Jennifer Hudson
Jennifer Kate Hudson (født 12. september 1981 i Chicago i USA) er en sanger og skuespiller.
Hun blev først kendt som en af finalisterne til American Idol sæson tre. Hun vandt en Oscar for bedste kvindelige birolle som Effie White i filmen Dreamgirls fra 2006. Hun var også med i Sex and the City, hvor hun spillede Carries (Sarah Jessica Parker) personlige assistent.
Den 24. oktober 2008 blev hendes mor Darnell Donerson og broderen Jason fundet skudt og dræbt i Donersons hjem.[kilde mangler] Jennifers nevø (søn af søsteren) blev så meldt savnet, og blev fundet død nogen dage senere. Også han var skudt.[kilde mangler]
I 2009 sang hun Michael Jacksons "Will You Be There" til hans begravelsesceremoni.
I 2017 blev hun dommer i The Voice UK og samme år i den amerikanske udgave, The Voice US.

## Udvalgt filmografi

### Film
- Dreamgirls (2006) – Effie White
- Sex and the City (2008) – Louise, Carries assistant
- Winnie Mandela (2011) – Winnie Mandela
- Cats (2019) – Grizabella
- Respect (2021) – Aretha Franklin

### Tv-serier
- American Idol (2004) – deltager
- The Voice UK (2017–19) – sig selv/dommer
- The Voice USA (2017–19) – sig selv/dommer